# Raimu
Jules Auguste Muraire, echte naam van Raimu, (Toulon, 18 december 1883 - Neuilly-sur-Seine, 20 september 1946) was een Frans acteur die zowel bedrijvig was in de toneel- als in de filmwereld. Hij wordt algemeen beschouwd als een van de monstres sacrés van de Franse vooroorlogse cinema. Hij was bekend voor zijn daverende stem met het typisch Provençaals accent.

## Leven en werk

### Voor de Eerste Wereldoorlog: de revueartiest
Al heel vroeg voelde Raimu zich aangetrokken tot het spektakel en het beroep van toneelspeler. Hij koos eerst de artiestennaam Rallum en in 1900 debuteerde hij in de wereld van het café chantant en van de guinguettes, zonder veel succes. In 1908 kon hij werken in enkele toneelzalen in Marseille. Hij werd er opgemerkt door zijn stadsgenoot Félix Mayol, zanger en uitbater van een music hall. Hij nodigde Raimu in 1910 uit om in Parijs op te treden in revues. Tot aan het uitbreken van de Eerste Wereldoorlog was hij heel veel te zien in onder meer de Folies Bergère en het Casino de Paris. In die tijd speelde hij ook mee in enkele films. Hij werd gemobiliseerd in 1914 maar hij werd het jaar daarop afgekeurd.

### Na de oorlog en de jaren twintig: toneelacteur
Zijn toneelcarrière werd gelanceerd door Sacha Guitry, in die tijd een nog jonge maar al heel succesrijke acteur en toneelschrijver. In 1916 mocht hij Guitry van repliek dienen in diens nieuwe komedie Faisons un rêve. Hij trof er zijn eerste echt belangrijke rol. Vanaf dan speelde hij gedurende meer dan tien jaar in boulevardstukken, in revues en zelfs in operettes. In 1929 triomfeerde hij in Marius, het eerste deel van de Marseille-trilogie van zijn streekgenoot Marcel Pagnol. Deze ontmoeting betekende zijn definitieve doorbraak en leidde al vlug tot een heel innige vriendschap.

### Jaren dertig: ontmoeting met Marcel Pagnol en doorbraak als filmacteur
Zijn terugkeer naar de cinema viel samen met de opkomst van de geluidsfilm, een zegen voor een stemacteur als hij. Het succes van Marius werd twee jaar later verzilverd op het grote scherm. Marius (Alexander Korda, 1931) werd een van de eerste successen van de Franse geluidsfilm. Fanny (Marc Allégret, 1932) en César (Marcel Pagnol, 1936), de verfilmingen van de twee andere delen van de trilogie van Marcel Pagnol, zorgden er verder voor dat César, het personage van Raimu, in het collectief geheugen zou blijven. Tussen 1931 en 1946 speelde hij mee in ongeveer 50 films en reeg hij de ene na de andere hoofdrol aan elkaar. Een aantal prenten waren verfilmingen van komedies waarin hij in de jaren twintig gespeeld had, zoals L'École des cocottes (Pierre Colombier, 1935) en Le Blanc et le Noir (1931), de eerste van zeven films die hij in een regie van Marc Allégret draaide. Hij speelde graag met streekgenoten zoals Fernand Charpin en Fernandel in melodrama's die zich afspeelden in Marseille of ergens anders in de Provence, het drieluik Marius-Fanny-César voorop. Voorts Tartarin de Tarascon (Raymond Bernard, 1934) en L'Arlésienne (Marc Allégret, 1942) die alle twee gebaseerd zijn op een werk van Alphonse Daudet, nog een streekgenoot. Ook Pagnol zelf bezorgde hem nog rollen in La Femme du boulanger (1938) en in La Fille du puisatier (1940). Naast talrijke komedies en dramatische komedies vertolkte hij ook de hoofdrol in enkele drama's zoals L'Étrange Monsieur Victor (Jean Grémillon, 1937) waarin hij een beetje tegen zijn imago in een moordenaar vertolkte. Hij verleende ook zijn medewerking aan twee drama's van Julien Duvivier : Un carnet de bal (1937) en Untel père et fils (1940), een antinazi propagandafilm die na de bevrijding in omloop kwam.

### Jaren veertig
Naar het einde van zijn carrière toe was hij te zien in Monsieur La Souris (Georges Lacombe, 1942) en Les Inconnus dans la maison (Henri Decoin, 1942), twee verfilmingen van romans van Georges Simenon.

Graf van Raimu in Toulon

In 1944 maakte hij een comeback op de planken: voor de Comédie-Française vertolkte hij de titelrol in Le Bourgeois gentilhomme en in Le Malade imaginaire, twee van de bekendste stukken van Molière. In 1946 brak hij zijn been in een verkeersongeval. Even later overleed hij op 62-jarige leeftijd ten gevolge van een hartaanval die veroorzaakt werd door een allergische reactie op het tijdens de operatie gebruikte verdovingsmiddel. Parijs bezorgde hem een nationale begrafenis.

## Theater (selectie)
- 1915 - Il faut l'avoir ! van Sacha Guitry en Albert Willemetz
- 1916 - Monsieur chasse! van Georges Feydeau
- 1916 - Faisons un rêve van Sacha Guitry
- 1916 - Six hommes, une femme et un singe van Pierre Veber en Yves Mirande
- 1917 - Le Poilu, operette van Pierre Veber
- 1918 - L'École des cocottes van Paul Armont en Marcel Gerbidon
- 1918 - Le Cochon qui sommeille, operette van Rip en Robert Dieudonné
- 1919 - Pour avoir Adrienne van Louis Verneuil
- 1920 - Le Roi van Robert de Flers en Gaston Arman de Caillavet
- 1921 - Ça va !, revue van Rip en R. Guignoux
- 1922 - La Petite Chocolatière van Paul Gavault
- 1922 - Le Blanc et le Noir van Sacha Guitry
- 1923 - Édith de Nantes van Yves Mirande
- 1923 - Un phénomène, parade van Sacha Guitry
- 1923 - La Huitième Femme de Barbe-Bleue van Alfred Savoir
- 1924 - Le Bois sacré van Robert de Flers en Gaston Arman de Caillavet
- 1925 - La nuit est à nous van Henry Kistemaeckers
- 1926 - Vive la République !, revue van Sacha Guitry en Albert Willemetz
- 1926 - La Vérité toute nue van Pierre Veber en Gustave Quinson
- 1926 - Vive l'Empereur van Yves Mirande, Jean Richepin, R. de Meckiels
- 1927 - Mil neuf cent vingt sept, revue van Albert Willemetz, Saint-Granier, Jean Le Seyeux
- 1927 - Le Diable à Paris, operette van Albert Willemetz, Robert de Flers, Francis de Croisset
- 1927 - Venise, operette van Albert Willemetz en André Mouézy-Eon
- 1928 - Le Diable à quatre, revue van Sacha Guitry
- 1928 - Coups de roulis, operette van Albert Willemetz
- 1929 - Marius van Marcel Pagnol
- 1930 - Ces messieurs de la santé van Paul Armont en Léopold Marchand
- 1935 -  Noix de coco van Marcel Achard
- 1935 - Fanny van Marcel Pagnol
- 1944 - Le Bourgeois gentilhomme van Molière in een regie van Pierre Bertin, Comédie-Française
- 1944 - Le Malade imaginaire van Molière in een regie van Jean Meyer, Comédie-Française
- 1946 - L'Anglais tel qu'on le parle van Tristan Bernard, Comédie-Française

## Filmografie

### Stomme film
- 1912 - L'Agence Cacahuète (Roger Lion, middellange film)
- 1912 - Godasse fumiste (Gérard Bourgeois)
- 1913 - L'Homme nu (Henri Desfontaines)
- 1915 - Paris pendant la guerre (Henri Diamant-Berger, verfilmde revue)
- 1916 - Sacré Joseph (Roger Lion, korte film, onder de naam Rallum)
- 1916 - L'Enlèvement de Vénus (Roger Lion)
- 1917 - Le Vagabond (korte film, onder de naam Rallum)

### Geluidsfilm
- 1931 - Le Blanc et le Noir (Marc Allégret en Robert Florey)
- 1931 - Mam'zelle Nitouche (Marc Allégret)
- 1931 - Marius (Alexander Korda)
- 1932 - La Petite Chocolatière (Marc Allégret)
- 1932 - Fanny (Marc Allégret)
- 1932 - Les Gaietés de l'escadron (Maurice Tourneur)
- 1933 - Charlemagne (Pierre Colombier)
- 1933 - Théodore et Cie (Pierre Colombier)
- 1934 - J'ai une idée (Roger Richebé)
- 1934 - Ces messieurs de la Santé (Pierre Colombier)
- 1934 - Tartarin de Tarascon (Raymond Bernard)
- 1934 - Minuit, place Pigalle (Roger Richebé)
- 1935 - L'École des cocottes (Pierre Colombier)
- 1935 - Gaspard de Besse  (André Hugon)
- 1936 - Le Roi (Pierre Colombier)
- 1936 - Le Secret de polichinelle (André Berthomieu)
- 1936 - César (Marcel Pagnol)
- 1936 - Faisons un rêve (Sacha Guitry)
- 1936 - Les Jumeaux de Brighton (Claude Heymann)
- 1937 - Les Rois du sport (Pierre Colombier)
- 1937 - Vous n'avez rien à déclarer? (Léo Joannon)
- 1937 - La Chaste Suzanne (André Berthomieu)
- 1937 - Un carnet de bal (Julien Duvivier)
- 1937 - Le Fauteuil 47 (Fernand Rivers)
- 1937 - Les Perles de la couronne (Sacha Guitry en Christian-Jaque)
- 1937 - Gribouille (Marc Allégret)
- 1938 - La Femme du boulanger (Marcel Pagnol)
- 1938 - Le Héros de la Marne (André Hugon)
- 1938 - Les Nouveaux riches (André Berthomieu)
- 1938 - L'Étrange Monsieur Victor (Jean Grémillon)
- 1939 - L'Homme qui cherche la vérité (Alexandre Esway)
- 1939 - Noix de coco (Jean Boyer)
- 1939 - Monsieur Brotonneau (Alexandre Esway)
- 1939 - Dernière Jeunesse of La Fin d'une vie (Jeff Musso)
- 1939 - Le Duel (Pierre Fresnay)
- 1940 - La Fille du puisatier (Marcel Pagnol)
- 1941 - Parade en sept nuits (Marc Allégret)
- 1942 - Les Inconnus dans la maison (Henri Decoin)
- 1942 - Monsieur La Souris (Georges Lacombe)
- 1942 - Les Petits Riens (Raymond Leboursier)
- 1942 - L'Arlésienne (Marc Allégret)
- 1942 - Le Bienfaiteur (Henri Decoin)
- 1943 - Le Colonel Chabert (René Le Hénaff)
- 1945 - Untel père et fils (Julien Duvivier, gedraaid in 1940)
- 1946 - Les Gueux au paradis (René Le Hénaff)
- 1946 - L'Homme au chapeau rond (Pierre Billon)

## Onderscheiding
- 1983 - César d'honneur